# Joshua McLean
Joshua McLean (* 18. März 1998) ist ein australischer Radrennfahrer, der im BMX-Rennsport aktiv ist.

## Sportlicher Werdegang
Als Junior gewann McLean 2015 die Ozeanienmeisterschaften. 2017, in seinem ersten Jahr in der Elite, wurde er Zweiter bei den australischen Meisterschaften. 2020 stand er im heimischen Bathurst einmalig im Finale einer Weltcup-Runde. Kurz danach zog er nach Florida um und konnte aufgrund der Corona-Pandemie nur wenige Rennen fahren. 2022 erzielte er bei den BMX-Rennsport-Weltmeisterschaften mit dem 11. Platz sein bisher bestes Ergebnis. 2024 gewann er die Ozeanien-Meisterschaften in der Elite.

## Erfolge
2015
 Ozeanienmeister (Junioren)
2024
 Ozeanienmeister